# 3059 Pryor
3059 Pryor (1981 EF23) là một tiểu hành tinh vành đai chính được phát hiện ngày 3 tháng 3 năm 1981 bởi S. J. Bus ở Siding Spring. Nó được đặt theo tên nhà thiên văn học Mỹ Tad Pryor.